# Постижение (роман)
«Постижение» (англ. Surfacing) — второй роман канадской писательницы Маргарет Этвуд. Опубликован издательством «Макклелланд и Стюарт» в 1972 году. Роман описывался комментаторами как дополнение к «Политике силы», стихам Этвуд.
Роман, затрагивающий проблемы, связанные с национальной и гендерной идентичностью, предвосхищал рост озабоченности по поводу консерватизма и появления канадского национализма. Он был экранизирован в 1981 году.

## Сюжет
В книге рассказывается история женщины, которая возвращается в свой родной город в Канаде, чтобы найти пропавшего отца. В сопровождении своего любовника Джо и супружеской пары, Анны и Дэвида, героиня романа погружается в прошлое в доме своего детства, вспоминая события и чувства, пытаясь найти разгадки таинственного исчезновения своего отца. Мало-помалу прошлое настигает её и уводит в царство дикости и безумия.

## Темы

### Отделение
Отделение — основная тема романа. Это показано в первой главе, когда рассказчик оказывается политически лишённым собственности как англоговорящий в Квебеке, в то время, как Квебек стремится стать независимой франкоговорящей нацией.
Выразителем чувства национализма является экстремист Дэвид, который утверждает, что Канаде было бы лучше без «фашистских свиней-янки», и предлагает изгнать их из страны с помощью бобров.

### Феминизм
Феминизм, тема многих романов Этвуд, исследуется с точки зрения женщины, раскрывая способы маргинализации женщин в их профессиональной и личной жизни.

## Влияние других произведений
«Постижене» перекликается со структурой романа Джека Керуака «На дороге», когда рассказчик едет на машине обратно в дом своего детства. Его также сравнивают с романом «Под стеклянным колпаком» Сильвии Плат. Неназванный рассказчик Этвуд и Эстер Гринвуд из романа Плат обе доведены до психологического срыва из-за своего нежелания придерживаться социальных ожиданий, налагаемых на женщин.

## Приём критиков
В своём эссе «Margaret Atwood: Beyond Victimhood» Мардж Пирси скептически отнеслась к внезапному признанию рассказчика в любви к Джо в конце романа, заявив, что это не помешало рассказчику стать жертвой: выбрав человека, который считает себя неудачником, «как она перестаёт быть неудачницей?».